# Davide Astori
Davide Astori (7 tháng 1 năm 1987 – 4 tháng 3 năm 2018) là một cầu thủ bóng đá Ý chơi ở vị trí trung vệ.
Astori bắt đầu sự nghiệp chuyên nghiệp với Milan, sau đó được cho mượn tại Pizzighettone và Cremonese. Vào năm 2008 anh ký hợp đồng với Cagliari theo hợp đồng đồng sở hữu với Milan trước khi hoàn toàn thuộc về Cagliari vào năm 2011. Anh sau đó đá cho Roma và Fiorentina theo dạng cho mượn, và cuối cùng ký hợp đồng dài hạn với Fiorentina vào năm 2016. Anh trở thành đội trưởng của đội bóng áo tím vào năm 2017. Anh có trận ra mắt đội tuyển Ý vào năm 2011, ra sân tổng cộng 14 lần, ghi một bàn tại Cúp Liên đoàn các châu lục 2013, giải đấu anh và các đồng đội giành huy chương đồng.
Vào ngày 4 tháng 3 năm 2018, Astori được phát hiện tử vong trong căn phòng khách sạn anh lưu trú trước trận đấu tại Serie A. Kết quả khám nghiệm tử thi cho biết nguyên nhân tử vong là do ngừng tim.

## Sự nghiệp câu lạc bộ

### Đầu sự nghiệp
Sinh ra và lớn lên ở tỉnh Bergamo, Astori bắt đầu chơi bóng cho Pontisola trước khi gia nhập Milan vào năm 2001. Anh thi đấu 5 năm cho đội trẻ Milan, sau đó được cho mượn tại các câu lạc bộ Serie C1 là Pizzighettone và Cremonese lần lượt vào các mùa giải 2006 – 07 và 2007 – 08.

### Cagliari
Đầu mùa 2008 – 09 Astori được câu lạc bộ Cagliari của Serie A ký hợp đồng theo dạng đồng sở hữu với Milan, với giá 1 triệu euro. Anh chính thức ra mắt Serie A trong trận làm khách tại Siena vào ngày 14 tháng 9 năm 2008 khi vào sân từ ghế dự bị trong hiệp hai.
Vào tháng 6 năm 2009, Cagliari gia hạn hợp đồng với A.C. Milan để giữ Astori ở Cagliari thêm một năm. Astori có 34 lần ra sân và ghi bàn thắng đầu tiên cho câu lạc bộ trong trận hòa 2 – 2 với Fiorentina vào ngày 31 tháng 1 năm 2010. Vào ngày 28 tháng 2 năm 2010, Astori có bàn thắng thứ hai cho đội trong trận thua 2 – 1 trước Chievo. Vào ngày 3 tháng 4 năm 2010, Astori phản lưới nhà trong trận đối đầu với A.C. Milan trong trận đấu mà Cagliari thua 3 – 2.
Cagliari tiếp tục làm mới hợp đồng với A.C. Milan để giữ Astori ở lại thêm một mùa nữa vào tháng 6 năm 2010.
Vào ngày 22 tháng 6 năm 2011, Cagliari mua lại 50% quyền sở hữu còn lại của Milan đối với Astori với giá 3 triệu rưỡi euro. Sau 8 trận ra sân trong mùa giải mới, Astori bị gãy xương bàn chân trong trận đấu với Napoli vào ngày 23 tháng 10 năm 2011 sau pha tranh chấp với Ezequiel Lavezzi. Chấn thương khiến anh ngồi ngoài 3 tháng.
Vào ngày 9 tháng 7 năm 2012, Astori từ chối lời chuyển tới Spartak Moskva trị giá 15 triệu euro dù Cagliari và Spartak đã đạt được thỏa thuận.

### Roma

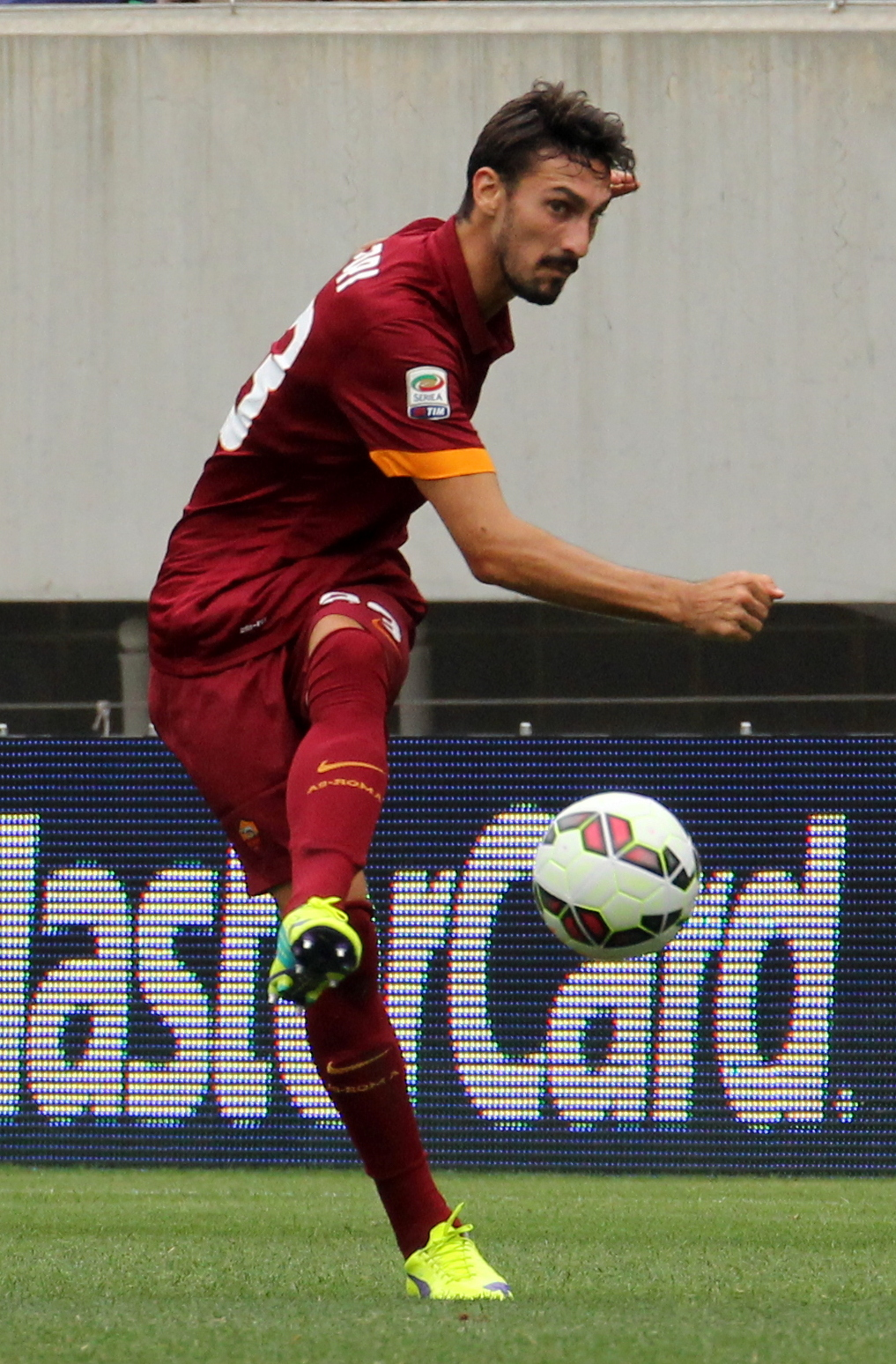
Astori thi đấu cho Roma vào tháng 8 năm 2014

Vào ngày 24 tháng 7 năm 2014, Astori chuyển tới Roma theo hợp đồng mượn một năm. Hợp đồng có giá 2 triệu euro và Roma được quyền mua đứt vào cuối mùa (đồng thời trả thêm 5 triệu euro nữa). Astori cũng đã gia hạn hợp đồng với Cagliari một ngày trước khi bản hợp đồng với Roma được công bố.
Astori ra sân tổng cộng 30 lần cho đội chủ sân Olimpico và ghi một bàn thắng quyết định trong Udinese on 6 tháng 1 năm 2015.

### Fiorentina
Vào ngày 4 tháng 8 năm 2015, Astori ký hợp đồng cho mượn với Fiorentina tới cuối mùa kèm theo điều khoản mua đứt.
Đầu mùa giải 2017 – 18, Astori được bầu là đội trưởng sau khi Gonzalo Rodríguez ra đi.

## Sự nghiệp quốc tế
Astori thi đấu 4 trận cho đội U – 18 Ý từ năm 2004.
Astori được gọi lên tập trung đội tuyển quốc gia lần đầu dưới thời tân huấn luyện viên Cesare Prandelli trước trận giao hữu với Côte d'Ivoire ngày 10 tháng 8 năm 2010 nhưng không được sử dụng. Anh có trận đấu đầu tiên cho Italia vào ngày 29 tháng 3 năm 2011, trong trận giao hữu với Ukraina ở Kiev. Anh vào sân ở phút 17 thay cho Giorgio Chiellini bị chấn thương; tuy nhiên anh nhận thẻ vàng thứ hai và rời sân khi trận đấu còn 15 phút.
Astori góp mặt trong đội hình Ý tham dự Cúp Liên đoàn các châu lục 2013; Ý lọt vào đến bán kết và chỉ chịu thua trên chấm phạt đền trước đội đương kim vô địch thế giới Tây Ban Nha vào ngày 27 tháng 6 năm 2013. Vào ngày 30 tháng 6 năm 2013, Astori ghi bàn mở tỉ số trong trận tranh giải ba gặp Uruguay bằng cú đá bồi từ quả phạt trực tiếp của Alessandro Diamanti. Ý giành chiến thắng 3 – 2 trên chấm 11m sau khi hòa 2 – 2 trong 120 phút. Đây là bàn thắng duy nhất của anh cho đội tuyển quốc gia, và là cầu thủ Cagliari đầu tiên ghi bàn cho Italia kể từ bàn thắng của Luigi Riva vào năm 1973. Astori có tổng cộng 14 trận cho đội tuyển quốc gia từ 2011 tới 2017.

## Đời tư
Astori và bạn gái Francesca Fioretti có một con gái tên Vittoria.

## Qua đời
Vào ngày 4 tháng 3 năm 2018, Astori qua đời khi đang lưu trú tại một khách sạn ở Udine trước trận làm khách của Fiorentina với Udinese. Nguyên nhân được xác định là do ngừng tim sau cuộc khám nghiệm tử thi vào ngày 6 tháng 3. Tất cả các trận đấu Serie A và Serie B ngày 4 tháng 3 đều bị hoãn. UEFA thông báo rằng một phút mặc niệm sẽ được tiến hành trước mỗi trận đấu thuộc khuôn khổ các cúp châu Âu một tuần sau đó. Cả Cagliari và Fiorentina quyết định treo vĩnh viễn số áo 13 của Astori để tưởng nhớ anh. Trận sân nhà của Fiorentina với Benevento vào ngày 11 tháng 3 được tạm dừng 60 giây khi đồng hồ điểm phút 13, trong khi các em thiếu nhi mặc chiếc áo số 13 của Astori ra sân cùng cầu thủ; Fiorentina giành chiến thắng 1 – 0 với bàn thắng duy nhất của Vitor Hugo.

## Thống kê sự nghiệp

### Câu lạc bộ
| Câu lạc bộ           | Mùa            | Giải quốc nội | Giải quốc nội | Cúp  | Cúp | Châu lục | Châu lục | Khác | Khác | Tổng | Tổng |
| Câu lạc bộ           | Mùa            | Trận          | Bàn           | Trận | Bàn | Trận     | Bàn      | Trận | Bàn  | Trận | Bàn  |
| -------------------- | -------------- | ------------- | ------------- | ---- | --- | -------- | -------- | ---- | ---- | ---- | ---- |
| Pizzighettone (mượn) | 2006 – 07      | 25            | 1             | 0    | 0   | —        | —        | 2    | 0    | 27   | 1    |
| Cremonese (mượn)     | 2007 – 08      | 31            | 0             | 0    | 0   | —        | —        | 2    | 0    | 33   | 0    |
| Cagliari             | 2008 – 09      | 10            | 0             | 1    | 0   | —        | —        | —    | —    | 11   | 0    |
| Cagliari             | 2009 – 10      | 34            | 2             | 1    | 0   | —        | —        | —    | —    | 35   | 2    |
| Cagliari             | 2010 – 11      | 36            | 0             | 0    | 0   | —        | —        | —    | —    | 36   | 0    |
| Cagliari             | 2011 – 12      | 28            | 1             | 1    | 0   | —        | —        | —    | —    | 29   | 1    |
| Cagliari             | 2012 – 13      | 32            | 0             | 1    | 0   | —        | —        | —    | —    | 33   | 0    |
| Cagliari             | 2013 – 14      | 34            | 0             | 1    | 0   | —        | —        | —    | —    | 35   | 0    |
| Cagliari             | Tổng           | 174           | 3             | 5    | 0   | —        | —        | —    | —    | 179  | 3    |
| Roma (mượn)          | 2014 – 15      | 24            | 1             | 2    | 0   | 4        | 0        | —    | —    | 30   | 1    |
| Fiorentina (mượn)    | 2015 – 16      | 33            | 0             | 1    | 0   | 8        | 0        | —    | —    | 42   | 0    |
| Fiorentina           | 2016 – 17      | 33            | 2             | 1    | 0   | 6        | 0        | —    | —    | 40   | 2    |
| Fiorentina           | 2017 – 18      | 25            | 1             | 2    | 0   | —        | —        | —    | —    | 27   | 1    |
| Fiorentina           | Tổng           | 91            | 3             | 4    | 0   | 14       | 0        | —    | —    | 109  | 3    |
| Tổng sự nghiệp       | Tổng sự nghiệp | 345           | 8             | 11   | 0   | 18       | 0        | 4    | 0    | 378  | 8    |

### Quốc tế
| Đội tuyển quốc gia Ý | Đội tuyển quốc gia Ý | Đội tuyển quốc gia Ý |
| Năm                  | Trận                 | Bàn                  |
| -------------------- | -------------------- | -------------------- |
| 2011                 | 1                    | 0                    |
| 2012                 | 1                    | 0                    |
| 2013                 | 5                    | 1                    |
| 2014                 | 2                    | 0                    |
| 2015                 | 1                    | 0                    |
| 2016                 | 3                    | 0                    |
| 2017                 | 1                    | 0                    |
| Tổng                 | 14                   | 1                    |

### Bán thắng quốc tế
| #  | Ngày                | Địa điểm                                                 | Đối thủ | Tỉ số | Kết quả         | Giải đấu                        |
| -- | ------------------- | -------------------------------------------------------- | ------- | ----- | --------------- | ------------------------------- |
| 1. | 30 tháng 6 năm 2013 | Sân vận động Itaipava Arena Fonte Nova, Salvador, Brasil | Uruguay | 1 – 0 | 2 – 2 (3 – 2 p) | Cúp Liên đoàn các châu lục 2013 |

## Danh hiệu
Ý
- Cúp Liên đoàn các châu lục: 2013 (huy chương đồng)[2]